# Botrychium longistipitatum
Botrychium longistipitatum är en låsbräkenväxtart som först beskrevs av Sahashi, och fick sitt nu gällande namn av Nakaike. Botrychium longistipitatum ingår i släktet låsbräknar, och familjen låsbräkenväxter. Inga underarter finns listade i Catalogue of Life.